# Criminologia

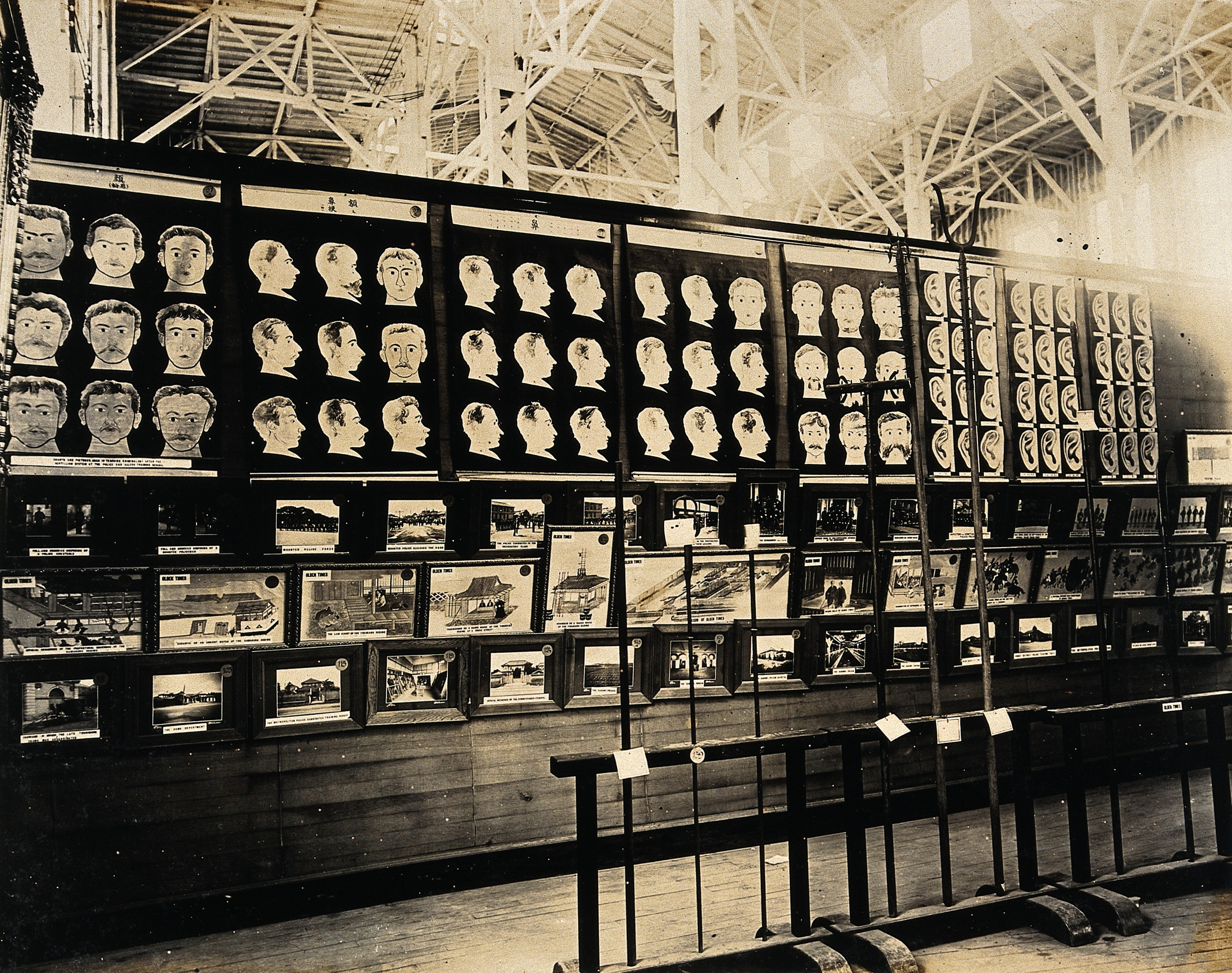
Exposició de l'Exposició Universal de Saint Louis de 1904 sobre l'execució de la criminologia al Japó.

La criminologia és una ciència que estudia el crim entès com a fenomen social i individual, incloent-ne les causes i les conseqüències que se'n deriven, el comportament criminal i l'impacte que aquest genera en la legislació. La investigació en criminologia posa en pràctica mètodes científics per corroborar hipòtesis i oferir prediccions a llarg termini, amb la fi de desenvolupar teories que puguin ajudar a explicar i comprendre els fets, les causes, les conseqüències i altres circumstàncies al voltant del crim per tal d'aconseguir-ne la prevenció.
El 1885, l'italià, Raffaele Garofalo, professor de Dret, va encunyar el terme italià, criminologia. Gairebé al mateix temps, l'antropologista francès, Paul Topinard, el va utilitzar per primera vegada en francès criminologie.
No hem de confondre els conceptes criminologia i criminalística. Mentre que la criminologia és una ciència multidiciplinaria que es dedica a l'estudi del delicte, causes, conseqüències, maneres de prevenir-los, la criminalística apareix quan el delicte ja s'ha comès i així poder recol·lectar "les peces del puzle" per trobar l'autor del crim.

## Escola del pensament
A mitjans del segle xviii, va sorgir la criminologia quan els filòsofs socials van començar a reflexionar sobre el crim i els conceptes del dret. Amb els anys, s'han desenvolupat diverses escoles del pensament.

## Escola clàssica
Aquesta escola va sorgir al s. XVIII en el període de la Il·lustració. Els pensadors d'aquesta escola creien que els éssers humans eren lliures, iguals i racionals, desfent-se de la idea que el delinqüent era diferent de la resta de població, l'únic factor que permetia actuar contra fets delictius era l'intimidació de la pena.
Segons Cesare Beccaria en el seu llibre "Dels delictes i les penes"(1764) per aconseguir que una pena fos efectiva, aquesta havia de complir els següents requisits:
- Celeritat: Els organismes actuen ràpidament contra els fets.
- Certesa: La població sap que les accions delictives seran perseguides.
- Severitat: El mal que crea la pena es superior al benefici obtingut pel delicte.